# Goera horni
Goera horni är en nattsländeart som beskrevs av Navás 1926. Goera horni ingår i släktet Goera och familjen grusrörsnattsländor. Inga underarter finns listade i Catalogue of Life.